# Egmont-Palast

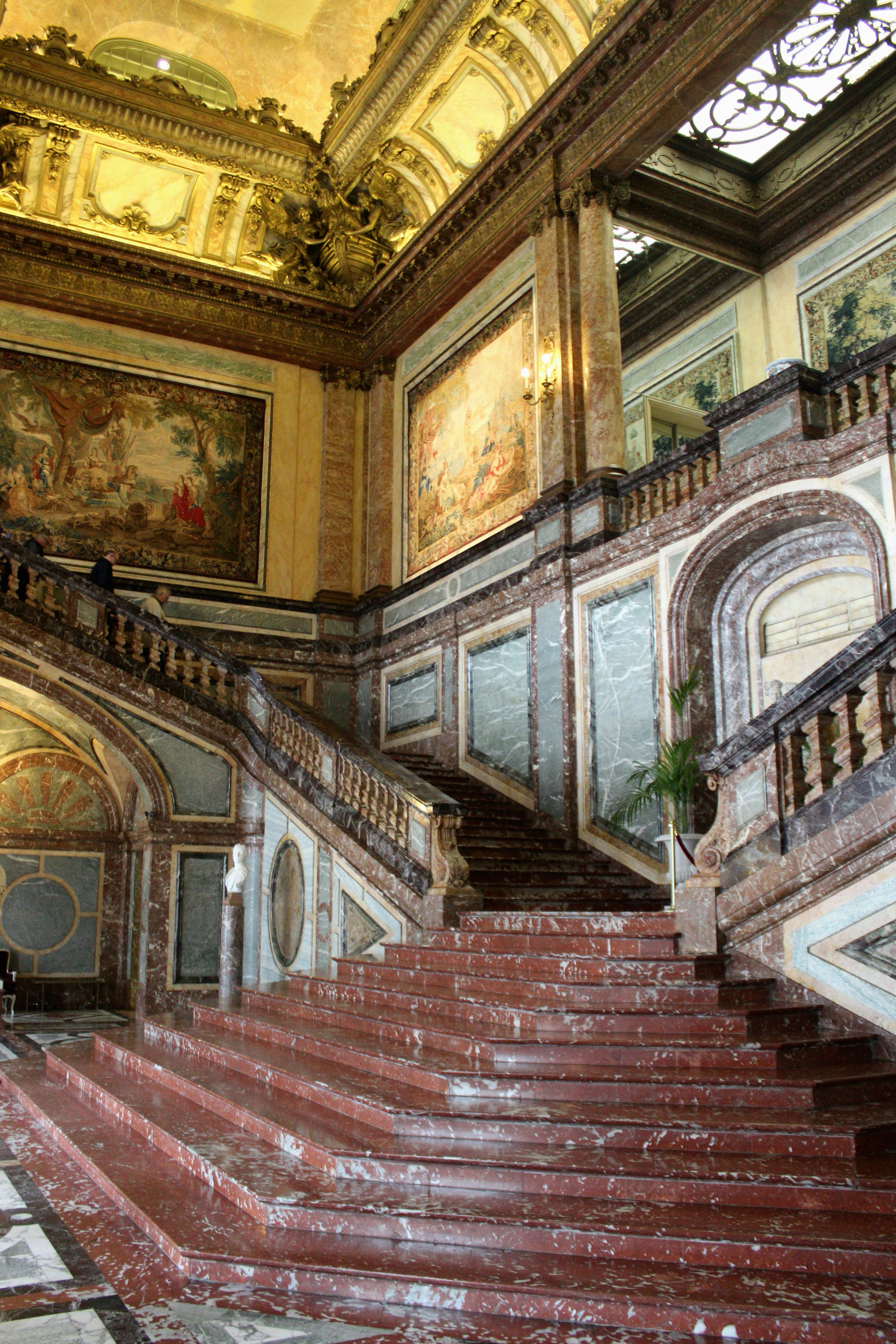
Ehrentreppe

Der Egmont-Palast (französisch palais d’Egmont, niederländisch Egmontpaleis) ist ein Palast in Brüssel. Er gehört dem belgischen Staat und wird vom belgischen Außenministerium für Empfänge, als Gästehaus und Konferenzzentrum genutzt.
Der Palast ist nach dem Haus Egmond, einem niederländischen Uradelsgeschlecht, benannt. Der ursprüngliche Bau wurde auf Veranlassung Franziskas von Luxemburg, der Witwe von Johann IV. von Egmond, im Jahr 1532 errichtet.
Im Garten des Palastes fand der Fechtwettbewerb der Olympischen Sommerspiele 1920 statt. 15 Jahre später wurde am 23. Februar 1935 im Egmont-Palast zum 50. Jahrestag des Cercle Royal d’Escrime de Bruxelles ein Fechtwettkampf veranstaltet. Der Beitrittsvertrag von Großbritannien, Irland, Norwegen und Dänemark zur EWG wurde 1972 im Palast unterzeichnet. Bei einem Treffen nationaler Financial Intelligence Units mehrerer Staaten im Egmont-Palast 1995 wurde die Egmont-Gruppe gegründet, die nach dem Palast benannt wurde.
Der Egmont-Palast steht seit 1992 unter Denkmalschutz.